# Hiperlactació
La hiperlactació o hiperlactància és la condició de vessament de llet materna a causa de la sobreproducció de llet. La llet pot passar a eixir dels pits amb massa força i velocitat, cosa que dificulta el bon alletament del nadó. L'efecte contrari s'anomena hipogalàctia.

## Símptomes

### Símptomes de la mare
Pot ser que la mare senti els pits inflats, plens, gens suaus i incòmodes, mentre alimenta el nounat i tot just després. També pot haver-hi fuites de llet o regalims entre les alimentacions. Altres símptomes inclouen la mastitis, dolor en els mugrons i l'obstrucció dels conductes.

### Símptomes del nadó
Els nadons rarament reaccionen de cap manera davant d'un flux més gran de llet perquè podria ser tant com els cal. A més a més, durant la lactància materna, es troben en un estat de confusió.

## Causes
Algunes mares produeixen massa llet, mentre que d'altres no prou, i la majoria només han de sincronitzar el nivell de secreció amb les necessitats del nadó. De tant en tant, però, encara que s'hagi establert el subministrament de llet necessari, pot ocórrer que una mare en secreti en excés perquè no és capaç de controlar-ne el flux.
Altres possibles causes de la hiperlactació són la hiperprolactinèmia, la predisposició congenital o prendre medicació que incrementa la producció de llet materna.